# Victor Lucq
Pour les articles homonymes, voir Lucq.
Victor Lucq, né à Chimay 11 février 1829 et mort à Marcinelle le 26 janvier 1887, est un avocat, magistrat et député libéral belge à la Chambre des représentants.

## Biographie
Victor Charles Jules Lucq, né à Chimay 11 février 1829, est le fils d'Élie Lucq, percepteur, et de Cécile Corbin de Malovy. Le 5 avril 1863, il épouse Juliette Vandam à Beaumont.
En 1853, il obtient un doctorat en droit à l'Université catholique de Louvain. De 1853 à 1860, il est avocat près la Cour d'appel au barreau de Bruxelles. De 1860 à 1878, il rejoint la magistrature comme substitut du procureur du Roi au tribunal correctionnel de Charleroi. Il renonce ensuite à la magistrature et devient avocat au barreau de Charleroi.
En 1878, il est élu député libéral du l'arrondissement électoral de Charleroi-Thuin. Il remplit ce mandat jusqu'à sa démission le 25 juin 1886. Il était particulièrement attaché à la séparation de l'église et de l'État.
À la suite de son décès à Marcinelle le 26 janvier 1887, il reçoit des funérailles civiles et est inhumé au cimetière de Marcinelle.

## Hommage et distinction
La « Rue Victor Lucq » perpétue sa mémoire à Jumet.
La distinction suivante lui a été attribuée :
- Chevalier de l'ordre de Léopold.